# Quaremont
Quaremont, en néerlandais Kwaremont est une section de la commune belge de Kluisbergen située en Région flamande dans la province de Flandre-Orientale. C'était une commune à part entière avant la fusion des communes de 1971.

## Toponymie
Le nom de Kwaremont viendrait de Quadrus montem (« quatre monts »).
Quarmonte (1119), de Quadromonte (1126)

## Démographie

### Évolution démographique
- Sources : INS, Rem. : 1831 jusqu'en 1961 = recensements[3].

## Vieux Quaremont
On y trouve le Vieux Quaremont célèbre route pavée, empruntée par les courses cyclistes.

## Bourgmestres
Quaremont avait son propre bourgmestre jusqu'à la fusion en 1971 :
- 1947 - ?: Achiel De Keyser
- 1965-1970 : Gies Cosyns